# Halichaetonotus italicus
Halichaetonotus italicus är en djurart som tillhör fylumet bukhårsdjur, och som beskrevs av Balsamo, Hummon, Todaro och Ezio Tongiorgi 1997. Halichaetonotus italicus ingår i släktet Halichaetonotus och familjen Chaetonotidae. Inga underarter finns listade i Catalogue of Life.